# 베이징 텔레비전 춘절만회
춘절만회는 1995년부터 BTV에서 매년 열리고 있는 오디션 프로그램이다. 한국 오디션과 중국 오디션을 각각 사전에 실시하여 최종적으로 뽑힌 참가자들이 출연하게 된다. 2021년 방송에는 한국 대표로 김추리, 루이스 초이, 정민혁이 선발되었다.